# Pietro Rebuzzi
Pietro Rebuzzi (Bordighera, 31 ottobre 1918 – Curno, 5 gennaio 2000) è stato un calciatore italiano, di ruolo centrocampista.
Suo fratello minore, Italo Rebuzzi, fu anch'egli un calciatore.

## Carriera
Trasferitosi a Brescia con la famiglia, dai 10 ai 13 anni giocò nella squadra dell'Oratorio dei Salesiani prima di passare alla Juventus di Brescia, dove rimase per pochi mesi. Poi andò nel Brescia.  Ala, giocò in Serie A con Brescia, Ambrosiana Inter, Andrea Doria e Vicenza. Fece diciottenne l'esordio in Serie A il 12 aprile 1936 nella partita Triestina-Brescia (2-0). In tutto nel massimo campionato disputò 97 incontri, realizzando 28 reti. In Serie B giocò 36 incontri con le maglie di Brescia e Fanfulla, coi bianconeri lodigiani segnò anche 13 reti.